# Shadowland (album de Dark Moor)
Pour les articles homonymes, voir Shadowland.
Albums de Dark Moor
The Hall of Olden Dreams
(2000)
Shadowland est le premier album studio du groupe espagnol de power metal Dark Moor, sorti en 1999.

## Description
Sorti en 1999 chez Arise Records, il est l'un des premiers albums de power metal en Espagne, inspiré par des groupes comme Stratovarius, Blind Guardian et Helloween. L'album, comme les deux suivants, est chanté par la soprano Elisa Martin, et contient des riffs durs, des solos d'une grande puissance et d'une grande vitesse, ainsi que des touches très mélodiques. La couverture de l'album a été réalisée par Blackie C. Martín sur un concept de Dark Moor.
L'album est accueilli d'une manière mitigée : positivement d'un côté, négativement de l'autre,, par la presse spécialisée internationale.

## Liste des pistes
1. Shadowland - 0:36
2. Walhalla - 6:57
3. Dragon into the Fire - 5:05
4. Calling on the Wind - 5:05
5. Magic Land - 4 :58
6. Flying - 6:40
7. Time is the Avenger - 7:11
8. Born in the Dark - 5:06
9. The King´s Word - 5:52
10. The Call - 6:51